# Chania
Chania (även Hania; grekiska: Χανιά; IPA: /xaˈɲa/; venetianska: Canea, osmanska:  خانيه Hanya) är en kommun och stad på den grekiska ön Kreta, tillika öns näst största stad och huvudorten i regiondelen med samma namn. Staden ligger på Kretas norra kust, omkring 70 km från Rethymno och 145 km från Heraklion, och hade cirka 53 910 invånare (2011). Kommunen hade 108 642 invånare (2011).
Chania var Venedigs huvudort på ön innan den osmanska erövringen. Den gamla staden som utgör en stor del av Chanias centrum är känt som en av de vackraste platserna på hela Kreta, med ett gytter av gamla hus runt en klar hamnbassäng och med det venetianska fyrtornet från 1600-talet som mest kända symbol.
Stadens huvudnäringar är turism och jordbruk men staden är administrativt centrum och här finns Kretas tekniska högskola.

## Infrastruktur
Chanias internationella flygplats ligger på halvön Akrotiri strax öster om Chania. Den har uppkallats efter hjälten Daskalogiannis som gjorde uppror mot turkarna år 1771. Via hamnstaden Souda finns färjeförbindelse med omvärlden.
Chania förbinds med övriga städer på ön via den stora vägen A90. Vägen går strax söder om stan, in till staden går den gamla huvudvägen som går längs med kusten från Souda till Maleme.

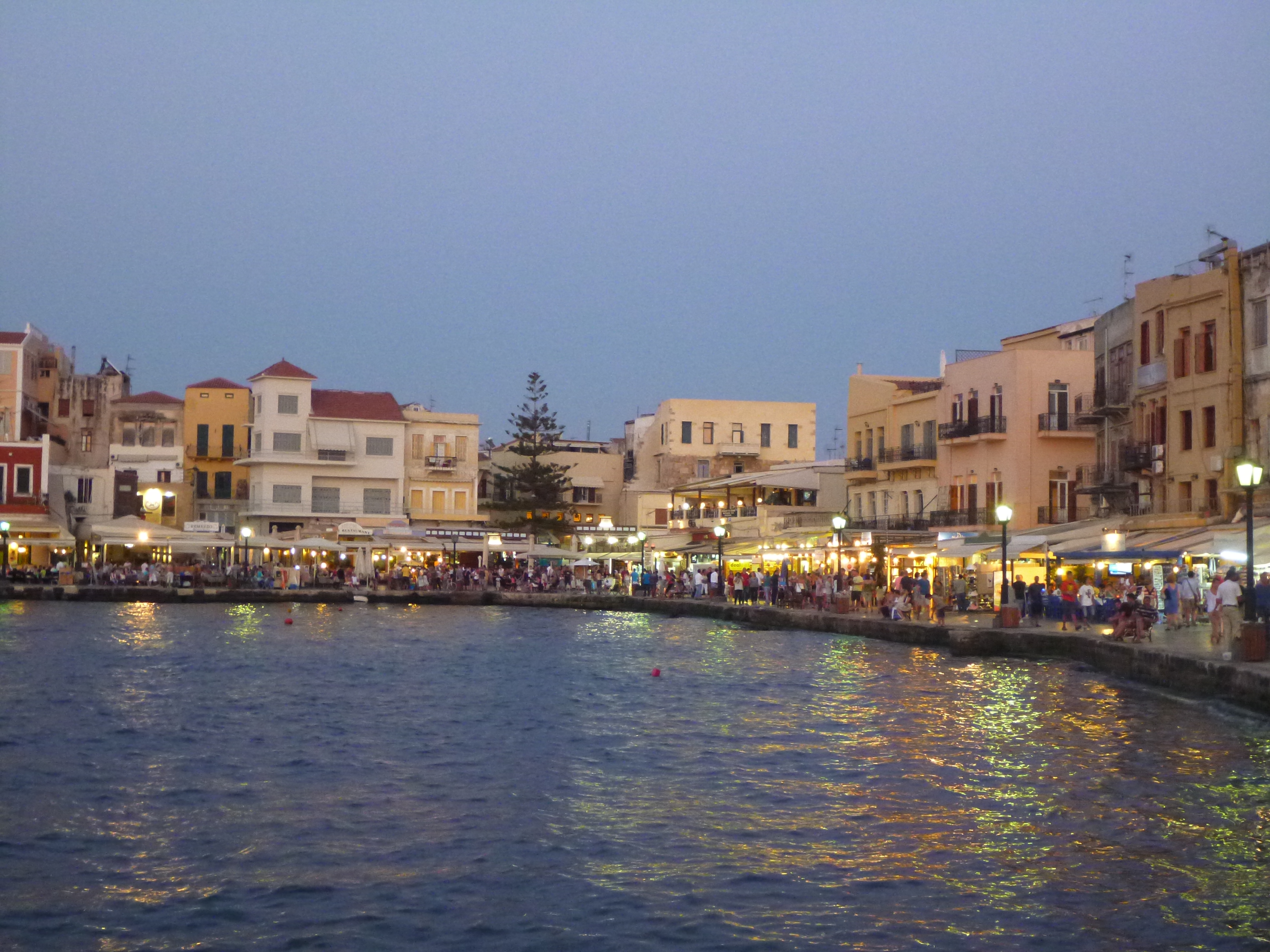
Den venetianska hamnen i Chania.
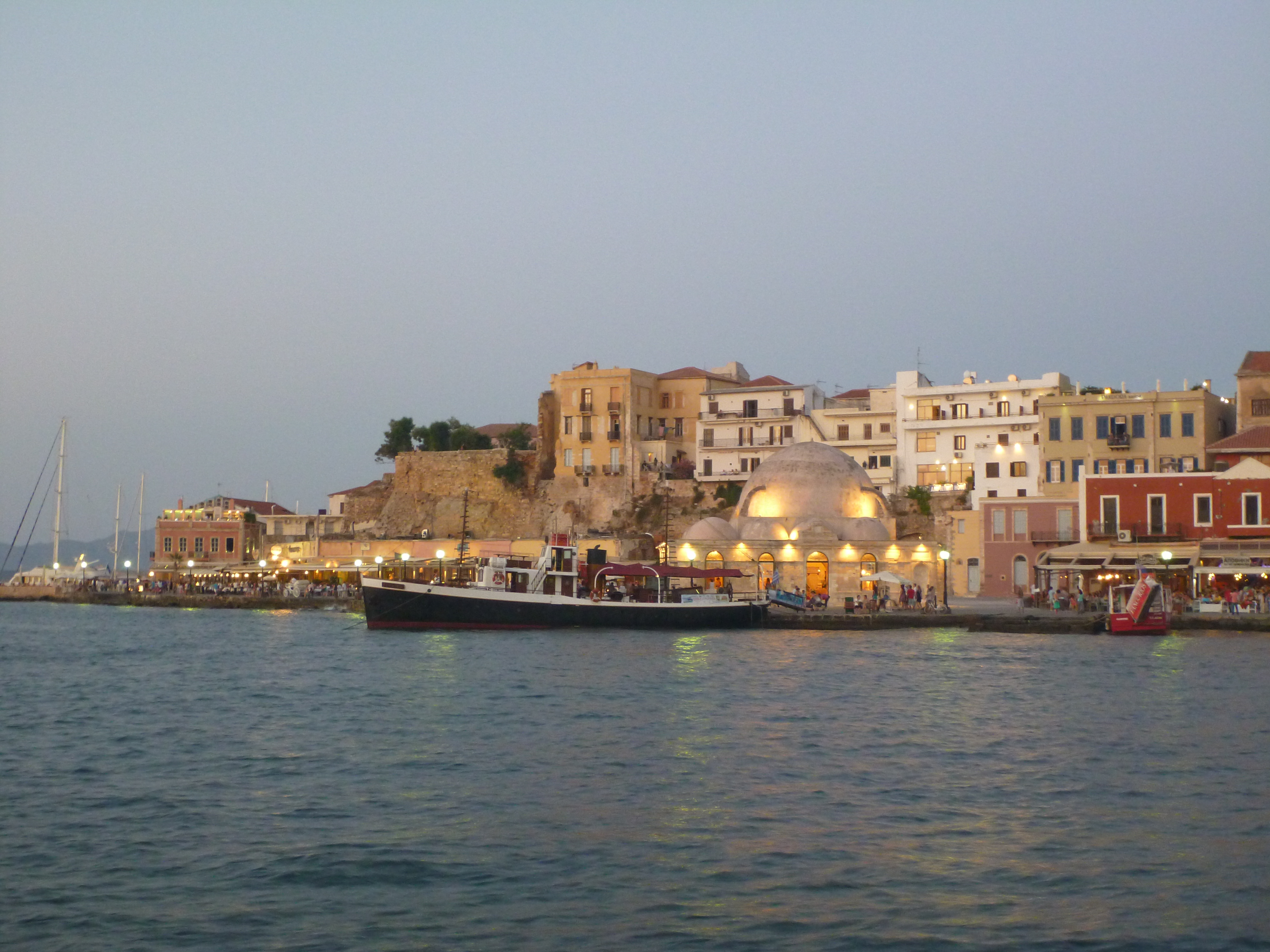
Den venetianska hamnen.
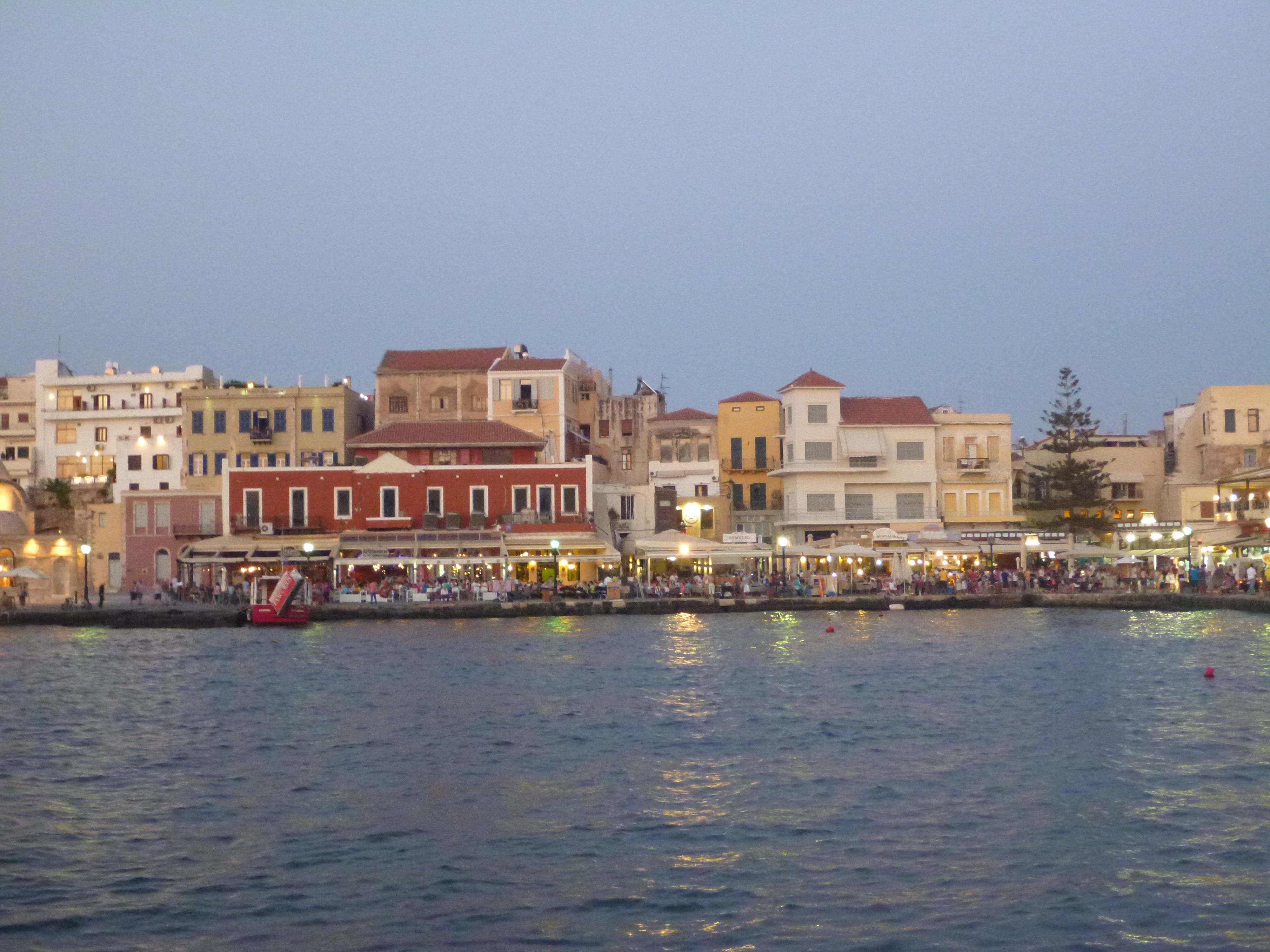
Den venetianska hamnen.
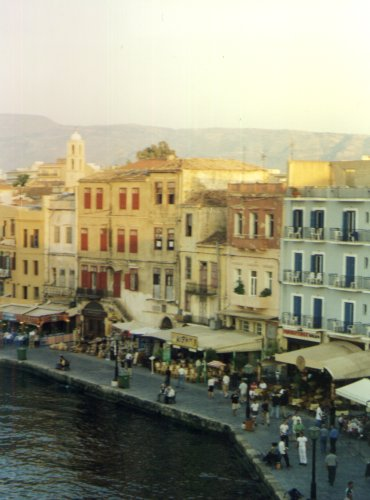
De venetianska kvarteren i Chania.
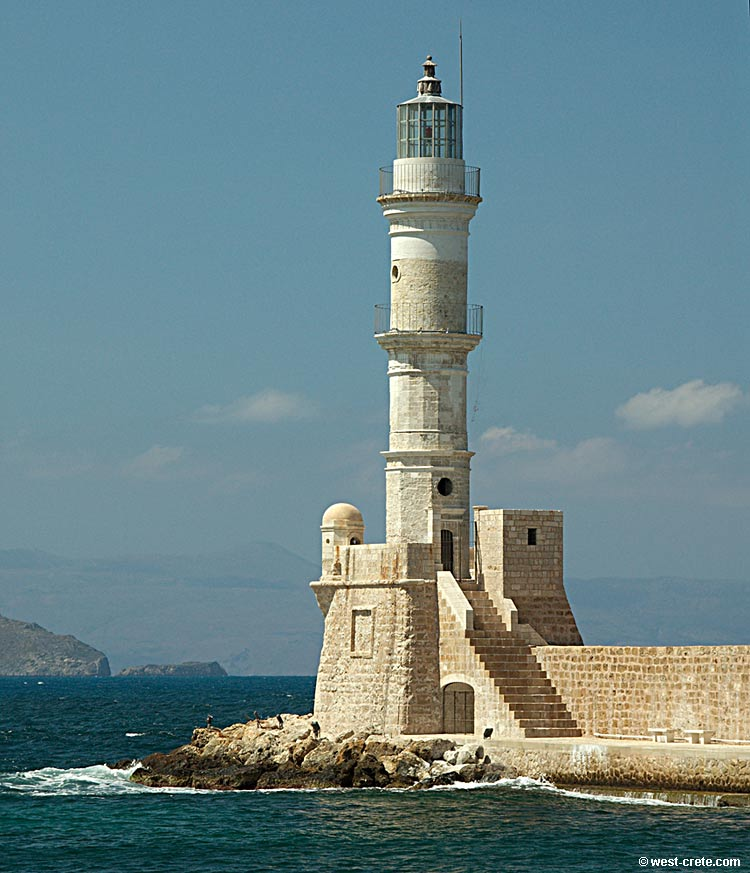
Fyrtornet på Chania byggdes under 1600-talet.

## Historia
På samma ställe som Chania ligger idag fanns det under minoisk tid en större bosättning. Det är troligt men inte bevisat att detta var den antika staden Kydonia.
År 69 f.Kr. besattes Kreta av romarriket och vid dess delning 395 e.Kr. blev ön en del av det Bysantinska riket. Kreta var under arabiskt styre mellan 824 och 961 då det återgick till bysantinskt styre. Det var vid denna tid som staden fick namnet Chania. Från 1200-talet till 1600-talet var staden venetiansk. 1645 erövrade det Osmanska riket Kreta från Republiken Venedig. På Kreta var staden Heraklion, som gjorde motstånd, belägrad i 21 år innan den gav upp. Turkarna styrde ön under de följande 200 åren. Öns invånare beskattades hårt och tvingades att omvända sig till islam, men större delen av befolkningen förblev kristna.[källa behövs] Befolkningen gjorde många uppror, första gången 1770. År 1821 utbröt det grekiska frihetskriget och 1832 blev Grekland en självständig stat. I denna stat ingick dock inte Kreta. Innan ön återlämnades till turkarna styrdes den av Egypten. I den nationella grekiska rörelsen spelade hela Kreta en betydande roll på 1800-talet och 1900-talet.

### Utgrävningar
Chania har de senaste 30 åren grävts ut av ett svensk-grekiskt team. Under den moderna staden låg för 3 500 år sedan en stor och blomstrande handelsstad med kontakter runt hela Medelhavsområdet. Själva staden kan inte grävas ut eftersom den ligger under de moderna husen i Chania, men de svensk-grekiska grävningarna har frilagt en del av den minoiska bebyggelsen, där många fynd har gjorts. Utgrävningarna berättar om platsens historia under nästan 5 000 år, men kastar framför allt ljus över vad som hände under den senare delen av den minoiska tiden – hur människorna levde, hur de bodde och vad de tillverkade. Staden hade troligen ett eget arkiv med listor över råvaror, livsmedel och egendomar. Arkeologerna har funnit mängder av lertavlor med den minoiska skriften Linear A, och har också grävt fram några lertavlor med Linear B, en typ av forngrekiska. Många fynd från utgrävningarna är unika för hela Kreta. De flesta forskare menar också att ett minoiskt palats måste ha legat i närheten, kanske av samma betydelse som de övriga palatsen på Kreta.

## Bildgalleri

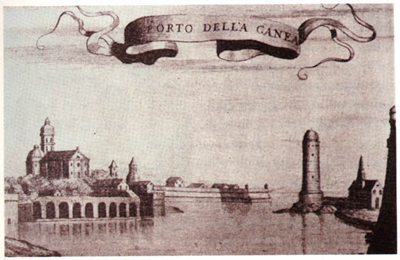
Del av den gamla hamnen i Chania under den venetianska eran.
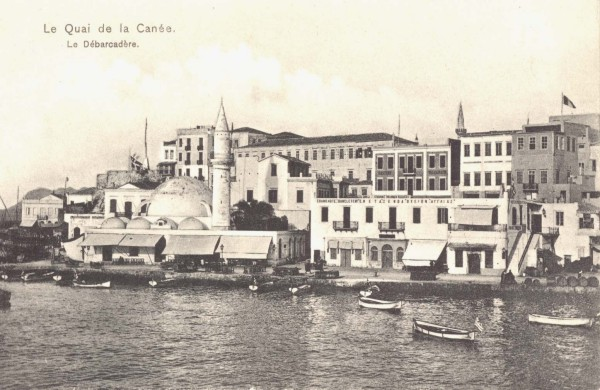
Del av Chanias hamn under den osmanska ockupationen. 1645 erövrade det osmanska riket Kreta från Republiken Venedig.
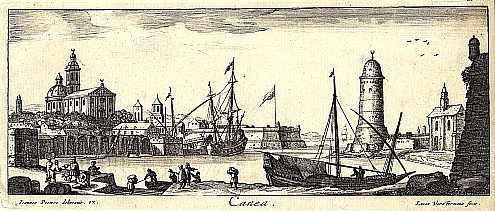
Vy över Chania av Jan Peeters år 1700.
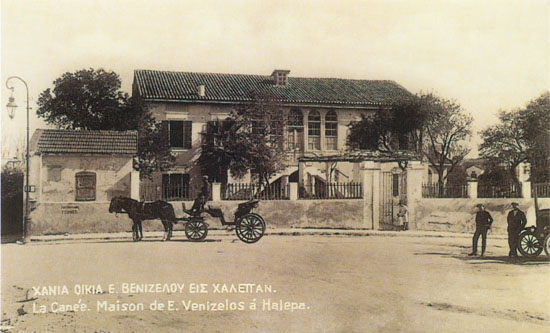
La Canée. Eleftherios Venizelos hus på 1920-talet.